# Departament de Montserrat
El Departament de Montserrat fou un departament francès de la Catalunya integrada dins el Primer Imperi Francès de Napoleó I, quan aquest separà Catalunya del Regne d'Espanya. El departament de Montserrat fou creat el 26 de gener de 1812 i comprenia totes les terres travessades pel curs baix del riu Llobregat, el Penedès, el Vallès i el Maresme. Barcelona fou la prefectura del departament i Manresa i Vilafranca del Penedès les sotsprefectures.
El Departament de les Boques de l'Ebre i el Departament de Montserrat formaven la Baixa Catalunya, comandada per l'intendent Bernard François Chauvelin.
El departament desaparegué el 1814, quan França evacuà la península Ibèrica que havia estat ocupant des del 1807.